# Немецкий исторический музей

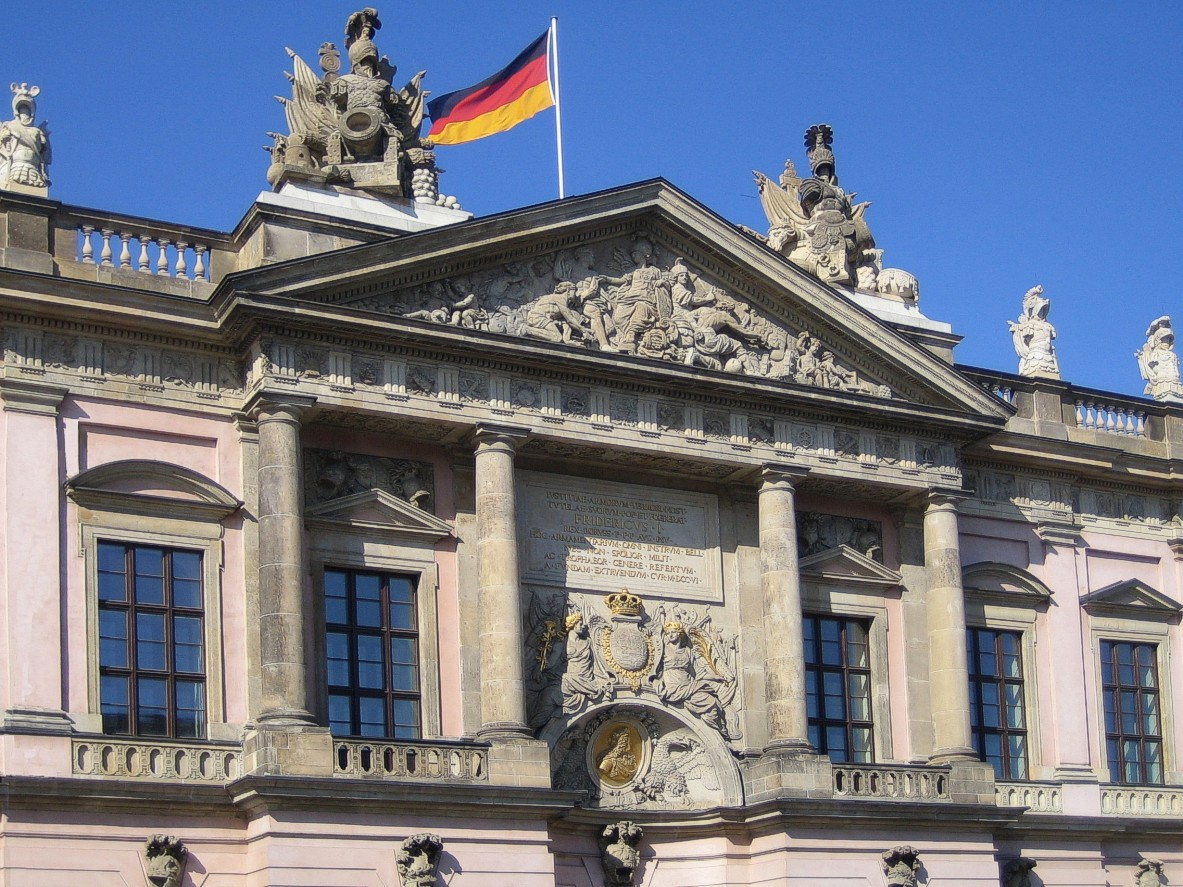
Фасад музея

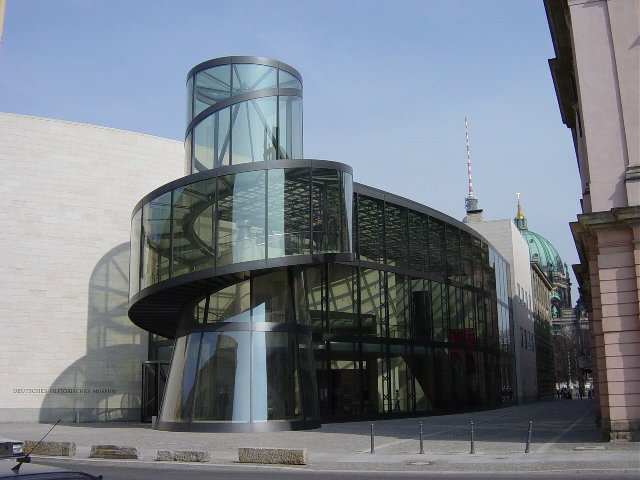
Второе здание Немецкого исторического музея, построенное по проекту Бэй Юймина

Немецкий исторический музей (нем. Deutsches Historisches Museum, сокр. DHM) — музей истории Германии, расположен в Берлине в здании Цейхгауза на улице Унтер-ден-Линден.

## История
Музей был основан 28 октября 1987 года по случаю празднования 750-летнего юбилея Берлина и в то время размещался в здании Рейхстага в Западном Берлине. В этот день соответствующее соглашение было подписано федеральным канцлером Гельмутом Колем и правящим бургомистром Западного Берлина Эберхардом Дипгеном в здании рейхстага. Первая постоянная выставка «Картины и свидетельства немецкой истории» открылась в декабре 1994 года и включала в себя более 2 000 экспонатов.
Немецкий исторический музей предполагалось разместить в специально для него построенном здании недалеко от Рейхстага. В архитектурном конкурсе на проект нового музейного здания победил итальянский архитектор Альдо Росси. Падение Берлинской стены внесло свои коррективы в эти планы. После объединения Германии 3 октября 1990 года федеральное правительство передало Немецкому историческому музею коллекцию и площади Музея немецкой истории, функционировавшего в ГДР. Так Цейхгауз, самое старое здание на Унтер-ден-Линден, стал домом для Немецкого исторического музея. Первые экспозиции в Цейхгаузе открылись уже в сентябре 1991 года.

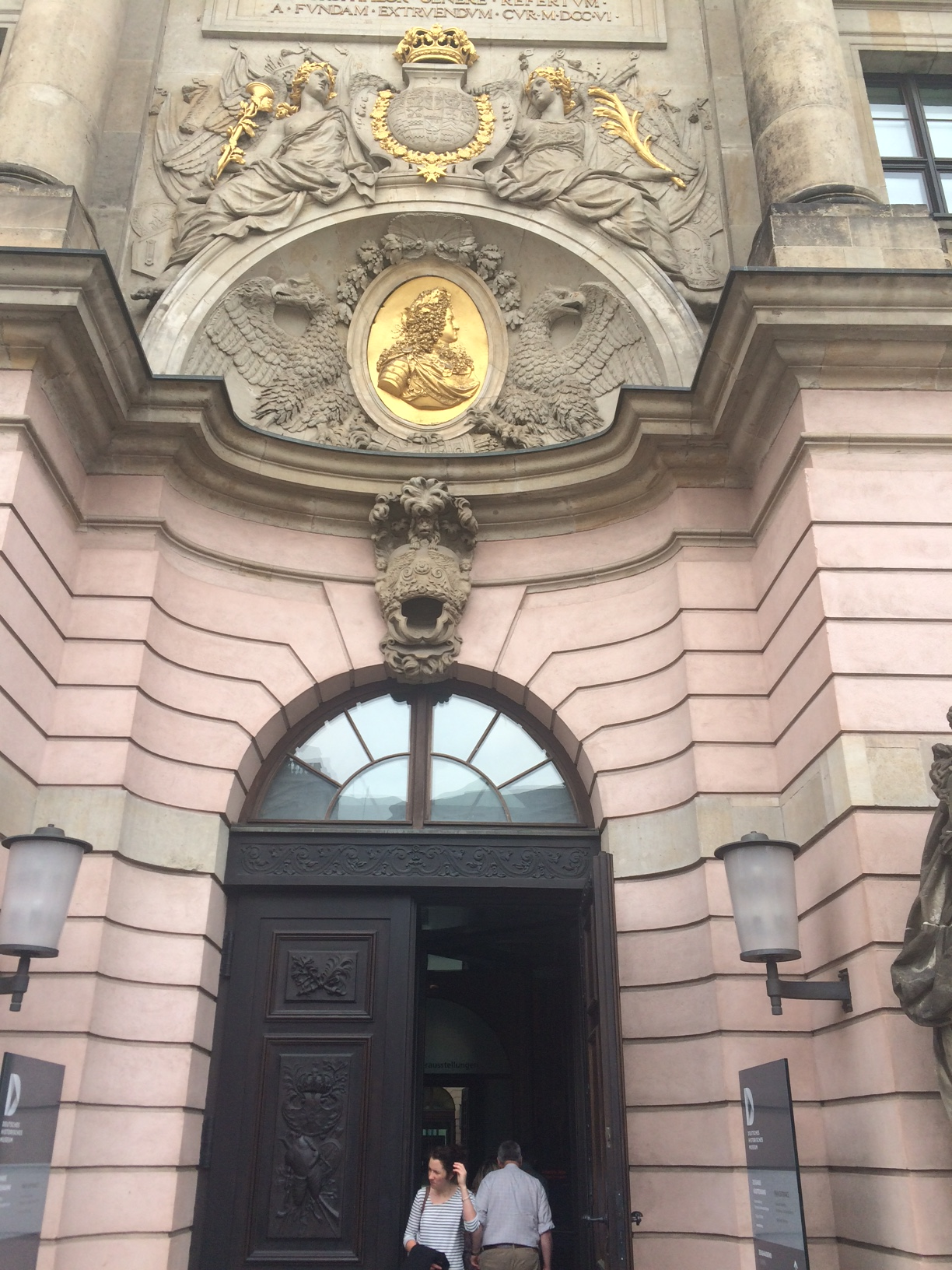
Главный вход в музей

В 1998 году началась реставрация Цейхгауза. Фойе и внутренний дворик открылись в апреле 2004 года. Постоянная выставка музея открылась 2 июня 2006 года в присутствии федерального канцлера Ангелы Меркель. С 2003 года был открыт доступ посетителей во второе здание музея, построенное Бэй Юймином, где проходят специализированные выставки.
Немецкий исторический музей одним из первых музеев Германии открыл собственный веб-сайт, который превратился в один из самых популярных музейных сайтов в Германии. Немецкий исторический музей — один из самых посещаемых музеев Германии.

## Выставки
Постоянная выставка музея включает более 8 000 исторических экспонатов, повествующих о лицах, событиях, идеях и процессах в почти двухтысячелетней немецкой истории: от первого века до н. э. и до нынешних дней. Помимо основной экспозиции в музее регулярно проходят специализированные выставки.